# Open de Bulgarie de snooker 2012
L'Open de Bulgarie 2012 est un tournoi de snooker classé mineur, qui s'est déroulé du 15 au 18 novembre 2012 au Princess Hotel de Sofia en Bulgarie. C'est la première fois qu'un tournoi de snooker professionnel a lieu dans ce pays.

## Déroulement
Il s'agit de la onzième épreuve du championnat européen des joueurs, une série de tournois disputés en Europe (10 épreuves) et en Asie (3 épreuves), lors desquels les joueurs doivent accumuler des points afin de se qualifier pour la grande finale à Galway.
L'événement compte un total de 145 participants, dont 128 ont atteint le tableau final. Le vainqueur remporte une prime de 10 000 £.
Le tournoi est remporté par Judd Trump qui prend sa revanche sur John Higgins 4 à 0, l'Écossais l'ayant déjà battu en finale de la Coupe Kay Suzanne et du Masters de Shanghai.
Tom Ford réalise un break maximum au 3e tour.

## Dotation
La répartition des prix est la suivante :
- Vainqueur : 10 000 £
- Finaliste : 5 000 £
- Demi-finaliste : 2 500 £
- Quart de finaliste : 1 500 £
- 8èmes de finale : 1 000 £
- 16èmes de finale : 600 £
- Deuxième tour : 200 £
- Dotation totale : 50 000 £

## Phases finales
|  | Quarts de finale au meilleur des 7 manches | Quarts de finale au meilleur des 7 manches | Quarts de finale au meilleur des 7 manches |              |              | Demi-finales au meilleur des 7 manches | Demi-finales au meilleur des 7 manches | Demi-finales au meilleur des 7 manches |  |  | Finale au meilleur des 7 manches | Finale au meilleur des 7 manches | Finale au meilleur des 7 manches |
|  |                                            |                                            |                                            |              |              |                                        |                                        |                                        |  |  |                                  |                                  |                                  |
|  |                                            | Tom Ford                                   | 2                                          |              |              |                                        |                                        |                                        |  |  |                                  |                                  |                                  |
|  |                                            | Mark Davis                                 | 4                                          |              |              |                                        |                                        |                                        |  |  |                                  |                                  |                                  |
|  |                                            | Mark Davis                                 | 4                                          |              | Mark Davis   | 2                                      |                                        |                                        |  |  |                                  |                                  |                                  |
|  |                                            |                                            |                                            |              | Mark Davis   | 2                                      |                                        |                                        |  |  |                                  |                                  |                                  |
|  |                                            |                                            | Judd Trump                                 | 4            |              |                                        |                                        |                                        |  |  |                                  |                                  |                                  |
|  |                                            | Judd Trump                                 | Judd Trump                                 | 4            | 4            |                                        |                                        |                                        |  |  |                                  |                                  |                                  |
|  |                                            | Judd Trump                                 |                                            |              | 4            |                                        |                                        |                                        |  |  |                                  |                                  |                                  |
|  |                                            | Andrew Higginson                           | 0                                          |              |              |                                        |                                        |                                        |  |  |                                  |                                  |                                  |
|  |                                            |                                            |                                            |              |              |                                        |                                        |                                        |  |  |                                  | Judd Trump                       | 4                                |
|  |                                            |                                            |                                            | John Higgins | 0            |                                        |                                        |                                        |  |  |                                  |                                  |                                  |
|  |                                            | John Higgins                               | 4                                          |              |              |                                        |                                        |                                        |  |  |                                  |                                  |                                  |
|  |                                            | Rory McLeod                                | 0                                          |              |              |                                        |                                        |                                        |  |  |                                  |                                  |                                  |
|  |                                            | Rory McLeod                                | 0                                          |              | John Higgins | 4                                      |                                        |                                        |  |  |                                  |                                  |                                  |
|  |                                            |                                            |                                            |              | John Higgins | 4                                      |                                        |                                        |  |  |                                  |                                  |                                  |
|  |                                            |                                            | Neil Robertson                             | 2            |              |                                        |                                        |                                        |  |  |                                  |                                  |                                  |
|  |                                            | Ben Woollaston                             | Neil Robertson                             | 2            | 2            |                                        |                                        |                                        |  |  |                                  |                                  |                                  |
|  |                                            | Ben Woollaston                             |                                            |              | 2            |                                        |                                        |                                        |  |  |                                  |                                  |                                  |
|  |                                            | Neil Robertson                             | 4                                          |              |              |                                        |                                        |                                        |  |  |                                  |                                  |                                  |

## Finale
| Finale au meilleur des 7 manches Arbitre : Jurgen Gruson |                          |                     |
| Judd Trump Angleterre                                    | 4 - 0 ( - )              | John Higgins Écosse |
| 0 88                                                     | Centuries Meilleur break | 0 34                |
| Judd Trump remporte l'Open de Bulgarie 2012              |                          |                     |